# Tetraommatus angustatus
Tetraommatus angustatus är en skalbaggsart som beskrevs av Francis Polkinghorne Pascoe 1869. Tetraommatus angustatus ingår i släktet Tetraommatus och familjen långhorningar. Inga underarter finns listade i Catalogue of Life.